# Gnaeus Claudius Severus Arabianus
Gnaeus Claudius Severus Arabianus (* um 113) war ein römischer Politiker, Senator und Philosoph.
Die Familie des Severus stammte aus Pompeiopolis in Paphlagonien. Er war ein Sohn des Gaius Claudius Severus, der im Jahr 112 Suffektkonsul war. Im Jahr 146 wurde Severus ordentlicher Konsul. Sein Sohn Gnaeus Claudius Severus war 173 unter seinem Schwiegervater Mark Aurel ordentlicher Konsul. 
Severus war ein Mann des Geistes und besaß eine große philosophische Reputation. Als Anhänger der peripatetischen Philosophie war er Lehrer des späteren Kaisers Mark Aurel. In der Historia Augusta heißt es, der junge Mark Aurel habe bei ihm Vorlesungen gehört, und der Kaiser gedenkt seiner in seinen Selbstbetrachtungen:

„Mein Bruder Severus war mir ein Vorbild in der Liebe zu meinen Angehörigen sowie der Wahrheit und des Rechtes. Durch ihn wurde ich bekannt mit einem Thrasea, Cato, Dion und Brutus und gewann eine Vorstellung von einem Staat, der nach gleichen Gesetzen und nach dem Grundsatz der Bürger- und Rechtsgleichheit verwaltet, und von einem Reich, wo die Freiheit der Bürger denn alles geachtet wird. Von ihm wurde ich ferner angeleitet, in standhafter Verehrung der Philosophie zu beharren, wohltätig und freigiebig zu sein, von meinen Freunden das beste zu hoffen und auf ihre Liebe zu vertrauen, auch etwaige Missbilligung ohne Rückhalt gegen sie auszusprechen und ihnen offenherzig kund zu tun, was ich von ihnen und was nicht erwarte, ohne sie dies erst lange erraten zu lassen.“